# Поппс, Дин
Дин Джордж Поппс (англ. Dean George Popps; род. 5 декабря 1947, Денвер, Колорадо, США) — американский адвокат, бизнесмен и государственный деятель греческого происхождения, и. о. помощника министра армии США по вопросам закупок, логистики и технологии (2008—2010). Пионер концепции коммерческого телепорта. Член Ассоциации армии США (AUSA) и Американо-греческого прогрессивного просветительского союза (AHEPA). Активный деятель греческой диаспоры.
В настоящее время[когда?]

, кроме прочего, является старшим адвокатом в юридической фирме «FH+H», главой НКО «Strategic Materials Advisory Council», а также членом консультативных советов консалтинговой фирмы «Millennium Corporation» и компании «Ucore Rare Metals».

## Биография
Родился 5 декабря 1947 года в семье греков.
В 1970 году окончил Университет Маркетта со степенью бакалавра гуманитарных наук в области политологии и философии. Являясь студентом, проходил обучение по программе Корпуса подготовки офицеров запаса Армии США (AROTC).
Будучи ещё молодым человеком, работал в Палате представителей США, Сенате США и системе уголовных судов округа Колумбия.
В 1979 году получил степень доктора права (J.D.) в Школе права Потомака.
В 1980 году стал менеджером операций в компании «Communications Technology Management». Позднее занимал должности старшего делопроизводителя, директора отдела разработки программ и COO (1984—1986).
В 1984 году учредил компанию «Dallas Fort Worth Teleport» по производству телепортов (земных станций системы спутниковой связи). До 1999 года занимал должности президента и CEO компании, когда она была приобретена конкурентом.
Поппс был одним из первоначальных разработчиков телеканала C-SPAN, которому его компания предоставляла услуги спутниковой связи. Его компания также предоставляла спутниковую линию передачи данных между телевизионной сетью ABC и НКО «National Captioning Institute».
В период продолжавшейся Иракской войны занял пост главы промышленной конверсии во Временной коалиционной администрации (CPA), занимаясь процессом приватизации в Ираке, ранее имевшем плановую экономику. В этой должности Поппс отвечал за реструктуризацию 52 предприятий военно-промышленного комплекса Ирака, при прежнем режиме находившихся в собственности государства, в министерство науки и технологий. Позднее он был заместителем старшего советника CPA, содействуя конверсии ядерного объекта Аль-Тувайта и оказывая помощь в поиске нового места работы для учёных, ранее занимавшихся проектированием и строительством иракского оружия массового уничтожения (см. также Иракская ядерная программа).

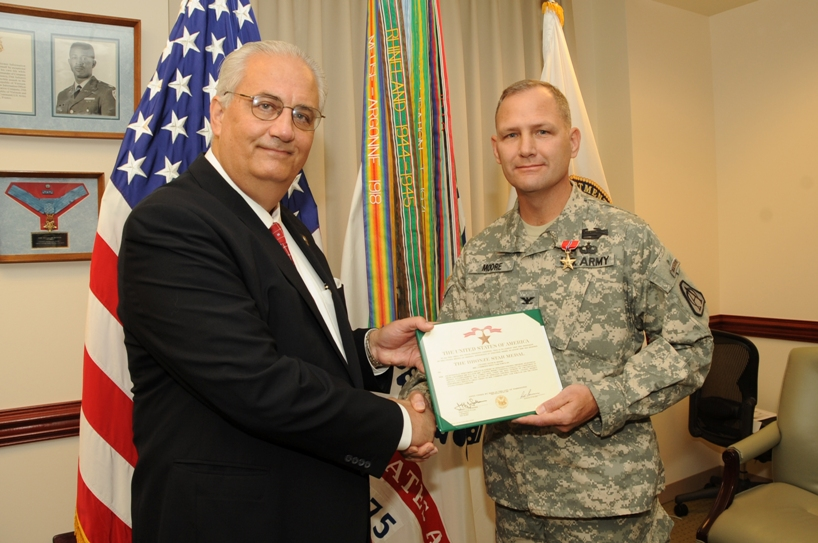
Дин Поппс награждает американского военнослужащего

В июне 2004 года стал членом группы CPA по планированию переходного процесса в Ираке, участвуя в передаче власти правительству этой страны. В этом же году занял пост первого заместителя помощника министра армии США по вопросам закупок, логистики и технологии. Также выполнял функции руководителя плана Армии по управлению реконструкцией и программами, осуществляя надзор за исполнительным агентством Фонда помощи и восстановления Ирака (IRRF).
В 2004—2010 годах — политический назначенец в министерстве армии США.
В 2008—2010 годах — и. о. помощника министра армии США по вопросам закупок, логистики и технологии.
В апреле-октябре 2008 года — член Комиссии по военным контрактам в Ираке и Афганистане (CWC).
Бывший глава компании «GLOBAL Integrated Security», а также член совета директоров, генеральный секретарь и CEO компании «World Teleport Association».
Член Греческой Православной Архиепископии Америки, а также член-основатель группы/организации «Greek Orthodox American Leaders» (GOAL), в 1990-х годах добивавшейся отстранения архиепископа Американского Спиридона от занимаемой им должности. Поппс, будучи одним из самых активных и жёстких критиков Спиридона, полагал, что правительство Турции оказало давление на патриарха Константинопольского Варфоломея I с тем, чтобы он назначил главой Американской архиепископии Спиридона, зная, что последний мог бы разделить и нейтрализовать церковь как прогреческое лобби в Вашингтоне. Итогом внутрицерковных конфликтов стало голосование, в результате которого 19 августа 1999 года Спиридон вынужденно оставил свой пост.
Тётка Дина Поппса, Хелен Вулгарис-Ванс (1920—2016), работала учительницей в Милуоки (Висконсин). В 1944—1947 годах она была первым директором основанной архиепископ Американским Афинагором начальной школы-интерната «Академия святителя Василия» (Гаррисон, Нью-Йорк) Греческой Православной Архиепископии Америки. Являлась активным членом греческой общины США.

## Награды
- 2004 — Благодарственная награда Объединённого командования за гражданскую службу[англ.] (JCSCA);
- 2008 — Медаль «За участие в глобальной войне с терроризмом» министра обороны США[англ.];
- 2008 — Медаль де Флёри[англ.], Инженерные войска США;
- 2009 — Медаль «За выдающуюся гражданскую службу»[англ.], Армия США;
- 2010 — Награда за лидерство от министра армии США[3].

## Личная жизнь
В браке с супругой Лизой имеет четырёх детей. Пара проживает в Маклейне (Вирджиния).